# 128ビット
128ビット（英: 128-bit）は、連続した128個（桁）のビット（16オクテット）であり、バイナリで最大340,282,366,920,938,463,463,374,607,431,768,211,456までの数を表現できる。
- 「128ビットアーキテクチャ」とは、整数型、メモリアドレス、その他のデータサイズなどが、最大128ビット幅のアーキテクチャである。
- 「128ビットCPU」（プロセッサ、演算装置）とは、128ビットサイズのレジスタ、アドレスバス、データバスを持つCPU（プロセッサ、演算装置）である。

## 例
- 四倍精度浮動小数点数
- IBMのSystem/370は128ビット（四倍精度）の浮動小数点数演算機能を持っていた。
- AS/400の仮想アドレス空間は128ビットである。
- SIMD命令セットのSSEやAltiVecは、128ビットレジスタを、4つの32ビット値として並列演算し、一度に128ビットの演算ができる。128ビット長の数値を操作できるわけではない。
- PlayStation 2のEmotion Engineは128ビットの汎用レジスタを持つプロセッサである[1]。なお、アドレス空間は32ビットであり、厳密な意味での128ビットプロセッサではない。
- UUIDやIPv6アドレスのデータサイズは128ビットである。

## 歴史
- 1976年 - 128ビットのマルチコンパレータが研究目的で記述された[2]。
- 1999年 - 128ビットのマルチメディア拡張が設計された[3]。
- 1999年3月2日 - 128ビット汎用レジスタを持つプロセッサEmotion Engineが発表された。

## 340,282,366,920,938,463,463,374,607,431,768,211,456の読み方
340澗(かん)2823溝(こう)6692穣(じょう)938𥝱(じょ)4634垓(がい)6337京(けい)4607兆(ちょう)4317億(おく)6821万(まん)1456

## 参照
1. ↑  ゲーム機における「製品に関するビット数広告」表示と「CPUビット数」表示との差異
2. ↑  http://ieeexplore.ieee.org/xpl/freeabs_all.jsp?arnumber=1050799
3. ↑  http://ieeexplore.ieee.org/xpl/freeabs_all.jsp?arnumber=799870